# Bell hooks
Pour les articles homonymes, voir Hooks.
Gloria Jean Watkins, connue sous son nom de plume bell hooks, née le 25 septembre 1952 à Hopkinsville (Kentucky) et morte le 15 décembre 2021 à Berea (Kentucky), est une intellectuelle, universitaire et militante américaine, théoricienne du black feminism.
Elle s'intéresse particulièrement aux relations qui existent entre race, classe et genre, et à la production et la perpétuation des systèmes d'oppression et de domination fondés sur ces catégories.
Elle a publié plus de trente livres et plusieurs articles dans des publications universitaires ou dans la presse généraliste. Elle est également apparue dans plusieurs films documentaires et a participé à des conférences publiques.
Principalement à partir d'une perspective féministe et afro-américaine, bell hooks traite de nombreux sujets politiques, notamment de la race, de la classe et du genre dans l'éducation, l'art, l'histoire, la sexualité, les médias de masse et le féminisme.

## Biographie

### Jeunesse
Gloria Jean Watkins est née le 25 septembre 1952 à Hopkinsville, une petite ville du Kentucky où une ségrégation s'appliquait. Elle grandit dans une famille de la classe ouvrière parmi cinq sœurs et un frère ; son père, Veodis Watkins, est concierge et sa mère, Rosa Bell Watkins, femme au foyer. Élevée dans une famille difficile dans une communauté afro-américaine, elle explique que l'expérience de grandir pauvre, noire et femme a eu un profond impact sur elle et n'a cessé de nourrir son écriture et son engagement.

### Éducation et débuts à l'université
L'éducation de bell hooks commence dans des écoles publiques pour Noirs soumises à la ségrégation raciale. Elle parlera par la suite des difficultés auxquelles elle est confrontée lorsqu'elle entre dans une école intégrée, où les enseignants et les élèves sont majoritairement blancs. Elle reçoit son diplôme de fin d'études au lycée de Hopkinsville, puis passe une licence d'anglais à l'université Stanford en 1973 et une maîtrise, toujours en anglais, à l'université du Wisconsin en 1976. En 1983, après plusieurs années d'enseignement et d'écriture, Hooks termine son doctorat au département de littérature de l'université de Californie à Santa Cruz, avec une thèse sur la romancière Toni Morrison,.
Elle commence à enseigner en 1976 en tant que professeure d'anglais et maître de conférence en études ethniques à l'université du Sud de la Californie. Elle y reste trois ans, durant lesquels Golemics (Los Angeles) publie son premier livre, une plaquette de poèmes intitulée And There We Wept (« Et là nous avons pleuré », 1978), sous son nom de plume.

#### Nom de plume
Gloria Jean Watkins a forgé son pseudonyme de « bell hooks » à partir des noms de sa mère et de sa grand-mère. Son nom emploie des initiales minuscules, de manière non conventionnelle, ce qui signifie pour elle que le plus important dans ses travaux est la « substance des livres, pas ce que je suis ».

### Carrière universitaire
Au début des années 1980, elle enseigne dans plusieurs institutions universitaires, notamment l'université de Californie à Santa Cruz et l'université d'État de San Francisco.
Depuis la publication de Ain’t I a Woman ?, elle est devenue connue comme penseuse politique de gauche. Hooks essaie d'atteindre une large audience en présentant son travail à travers plusieurs médias, en employant différentes manières de parler et d'écrire suivant le public.
Les sujets de ses livres vont des hommes noirs et de la masculinité à l'auto-défense, de la remise en cause d'un féminisme blanc universel, de la pédagogie engagée aux mémoires personnels et de la sexualité à la lecture politique de la culture visuelle. Dans ses écrits les plus récents, elle traite de la capacité de la communauté et de l'amour à dépasser la race, la classe et le genre. Avec trois romans et quatre livres pour la jeunesse, elle tente de prouver que la communication et la culture (l'aptitude à lire, écrire et avoir une pensée critique) est la clé du développement de communautés et de relations saines, qui ne soient pas contaminées par la race, la classe ou le genre.
Elle a occupé les postes de professeure d'études africaines et afroaméricaines et d'anglais à l'université Yale, de maître assistante d'études féminines et de littérature américaine à Oberlin College à Oberlin (Ohio) et de Distinguished Lecturer of English Literature au City College of New York.
En 2002, elle fait un discours de remise des diplômes controversé à la Southwestern University, qui est alors son employeur. Laissant de côté le style traditionnel des discours d'entrée, elle parle de l'oppression et de la violence cautionnées par le gouvernement, et tance les étudiants qui suivent le courant. Une bonne partie des auditeurs a hué ce discours, bien que « plusieurs étudiants diplômés soient passés devant le principal pour serrer la main de hooks ou l'étreindre ».
En 2004, elle rejoint la faculté de Berea dans le Kentucky, comme professeure émérite en résidence, où elle a participé à un groupe de discussion féministe hebdomadaire et à un séminaire, « Building Beloved Community: The Practice of Impartial Love ».
Elle meurt le 15 décembre 2021, à son domicile de Berea.

## Ses idées

### Sa pensée
Selon Estelle Ferrarese, bell hooks pense que le féminisme, à ses débuts, concernait principalement les femmes blanches bourgeoises. Ce féminisme a été fondé dans le but que ces femmes obtiennent une liberté, mais cette liberté était au détriment des femmes des classes inférieures, car elles avaient une charge de travail encore plus élevée. Elles devaient faire le travail des femmes libres en plus de leur travail. Elle effectue dans plusieurs discours politiques et académiques des comparaisons entre le sort des femmes blanches et des hommes noirs. Cela démontre une focalisation des femmes blanches et des hommes noirs dans les discours d'oppressions et ignore les femmes noires.
L’œuvre de bell hooks a la particularité d'être écrite majoritairement au passé, car pour elle plusieurs mouvements émancipateurs, dont les luttes féministes et celle des mouvements de libération des Noirs, n'ont pas vraiment fonctionné. Elle ne dit pas non plus que ces mouvements sont une défaite au sens où un combat a été perdu, mais plutôt que c'était des tentatives minées dès le départ.
Dans son livre Ain't I a Woman, elle dénonce les trahisons, démasque l'arrivisme et les fins de certaines féministes qui n'ont rien changé à la structure de la société. Tant qu'elles sont libres, elles ferment les yeux sur l'oppression des autres. L'amour est l'antonyme de la rage. La rage est fréquemment associée aux Afro-Américains et celle-ci, d'après bell, se retourne contre eux-mêmes. Par exemple, certaines femmes noires détestent les autres femmes noires et cet exemple nous montre que cette rage accroît leur oppression, ce qui déclenche le mépris de soi. La rage doit laisser place à l'amour, mais les traumatismes causés par la discrimination et l'oppression ne disparaissent pas simplement en lançant des programmes de réparation économique ni en donnant une forme égale d'opportunité sur le marché du travail ni en lançant des actions qui visent une égalité entre les races. Ces nombreuses oppressions causent un véritable trouble de santé mentale et ses oppresseurs devraient plutôt mettre en place des programmes de soins. D'ailleurs, bell hooks a mis en place en 1980 un groupe de soutien pour les femmes noires appelé Sisters of the Yam. Cette expérience a donné lieu à un ouvrage intitulé Sisters of the Yam: Black women and self recovery, traduit en France sous le titre de Sororité : Guérir des blessures psychiques infligées par la domination par les éditions Payot en 2024. bell hooks place un espoir dans les groupes de conscientisation.

### Le féminisme: un mouvement de masse
Nassira Hedjerassi affirme que selon bell hooks, le féminisme ne doit pas être un mouvement de masse. Lors des élections présidentielles américaines de 2016, bell hooks refuse de montrer publiquement son soutien envers Hillary Clinton. En effet, selon la philosophe, placer certaines femmes aux mêmes postes importants que les hommes ne constitue pas un réel progrès dans la lutte féministe. Cependant, le manque de femmes aux postes de pouvoir reste un problème, car cela démontre la persistance de la discrimination de notre société et les privilèges que certains groupes de personnes possèdent. Pour amorcer un changement significatif, il faut extirper toutes les sources d’oppression et le mouvement féministe devrait concerner tout le monde.

### bell hooks et la sororité
À partir des années 1980, la sororité est l’un des sujets les plus abordés et critiqués dans les œuvres de bell hooks. Selon l'article d'Estelle Ferrarese, bell hooks pensait que ce mot est, pour les femmes blanches, employé pour masquer leur domination, la supériorité qu’elles ont sur les femmes noires, attitude qui contredit la signification même de ce terme. À l’origine, la lutte féministe était une protestation face à une société capitaliste où le droit des femmes était restreint. C’était une rébellion contre la fraternité, le lien "universel" supposé, qui rassemblerait les personnes de différents genres, origines, classes sociales et cultures. Ce terme de fraternité, qui par l'étymologie se rapproche de la sororité en s'y opposant, excluait les femmes. La sororité ne se limite pas seulement à la conscience d’un sort féminin collectif face à l’oppression, ni au support mutuel face à l’amertume causée par une société patriarcale.
bell hooks pensait que les femmes devraient s’unir, collaborer, en employant divers moyens pour assurer une solidarité politique entre elles. Les actions des féministes blanches ne faisaient pourtant pas preuve de sororité, ce que critiquait l'intellectuelle. Plusieurs femmes noires étaient victimes de préjugés venant de leurs paires et se faisaient exploiter par celles-ci. Elles étaient discriminées, voire oppressées. Les femmes blanches étaient aussi victimes d’oppression, mais ne subissaient pas le sort du racisme. D’ailleurs, certaines d’entre elles faisaient preuve de racisme en imposant leur supériorité sur les Noires. Ce faisant, elles ne prenaient pas entièrement leurs responsabilités militantes ou un engagement pour assurer une sororité politique dans une société discriminatoire, qui prônait la suprématie blanche.
En résumé, dans son article sur bell hooks, Estelle Ferrarese explique la pensée de l'intellectuelle en soulignant que les femmes noires vivaient sous la domination des classes sociales supérieures, de la société patriarcale et des Blancs. bell hooks pensait que les efforts déployés pour la revendication des droits des femmes devraient être les mêmes que pour dénoncer le racisme. Cela peut se réaliser lorsque les féministes collaborent pour affronter les défis communs liés au sexisme, tout en abandonnant les préjugés et les stéréotypes que certaines ont sur les femmes noires.

### L'amour
Selon bell hooks, l’amour donne la capacité d’avoir de l’empathie envers son prochain. En effet, elle dit à aux leaders d'agir avec amour et d’éprouver de la compassion et de l’empathie. L’amour possède un effet cognitif. En effet, d’après bell hooks, le sentiment nous donne accès à la connaissance de l'autre et nous éclaire sur les points aveugles de nos « convictions » politiques et de nos postures personnelles.
La philosophe caractérise l’amour comme quelque chose de moral et d’efficace. Elle soutient que tout mouvement politique nécessite une « éthique de l’amour ». bell hooks insiste sur le fait que, sans l’amour, notre soumission aux systèmes de domination perdure et qu'a contrario, grâce à lui, on peut se défaire des différents axes de domination.

### La solidarité politique selon bell hooks
La sociologue Nassira Hedjerassi dit que selon bell hooks, il ne s’agit pas seulement d'être victime d'une même oppression pour s’unir et lutter contre les mêmes injustices. La solidarité politique est en fait réellement question de pouvoir combattre contre des oppressions dont nous ne sommes pas nécessairement victimes mais de quand même lutter avec la même conviction que ceux et celles {qui sont] affectés. Selon bell hooks, ce ne sont pas seulement les personnes oppressées qui devraient prendre charge des luttes, tout le monde devrait en prendre sa part.

### Quelques œuvres

#### Ain't I a Woman? Black Women and Feminism, 1981
South End Press (Boston) publie en 1981 son premier essai important, à savoir Ain’t I a Woman? Black Women and Feminism ; l'ouvrage a été rédigé pendant ses études. Depuis sa publication, il a obtenu une large renommée en tant que contribution à la pensée féministe moderne. Il est publié en français en 2015 par les éditions Cambourakis.
Faisant référence au discours Ain't I a Woman? de Sojourner Truth, abolitionniste et militante pour les droits des femmes, Ain’t I a Woman? aborde plusieurs thèmes, qui seront récurrents dans son œuvre : l'histoire et l'impact du sexisme comme du racisme sur les femmes noires et la dévalorisation de la féminité noire qui en découle ; le rôle des médias, du système éducatif et des systèmes de suprématie blanche, capitaliste et patriarcale dans la marginalisation des femmes noires ; le dénigrement des femmes noires et le mépris envers les problématiques de race, classe et genre au sein du féminisme.

#### Feminist Theory: From Margin to Center, 1984
Publié en 1984, le deuxième essai de bell hooks, Feminist Theory: From Margin to Center, se concentre sur la théorie féministe. Tout comme son premier ouvrage, il compte parmi les textes fondateurs de la pensée afroféministe et radicale. Le terme de « marge » dans le titre renvoie à la marginalisation et à l'invisibilisation des femmes noires dans la société américaine traditionnelle, et à leur exclusion des théories féministes dominantes. Le livre a été réédité en anglais en 2015 et traduit en français en 2017.
Avec Feminist Theory, bell hooks poursuit son axe d'analyse qui préfigure de plusieurs années le développement du concept d'intersectionnalité. S'attachant particulièrement à la situation des femmes noires et des classes populaires, elle cherche à élucider les raisons de l'échec qu'essuie le féminisme pour s'adresser à toutes les femmes. En particulier, l'ouvrage s'attaque à l'ethnocentrisme qui, selon son autrice, caractérise un féminisme majoritairement blanc et bourgeois.
Black looks: Race and representation, 1992
Dans ce recueil d'essais, bell hooks s'éloigne du caractère très personnel de ses premiers ouvrages et se révèle en tant que critique culturelle. Le livre se compose en effet d'une série de critiques cinématographiques qui permettent à l'autrice d'analyser la manière dont les personnes noires sont représentées dans la culture populaire et les médias, non seulement le cinéma mais aussi la télévision, la musique (en particulier le rap) ou encore la littérature. bell hooks déclare que ces essais visent à "défier et déstabiliser, perturber et subvertir"le regard dominant imposé aux spectateurs. Elle développe au chapitre 7 ("The Oppositional Gaze: Black Female Spectators") le concept de regard oppositionnel. Le livre est publié en 2025 par les éditions Payot en français sous le titre Regards oppositionnels : se défaire des représentations dominantes.
Sisters of the Yam : Black Women and Self-recovery, 1993
Ce recueil est unique dans l'œuvre de bell hooks puisqu'il s'agit d'un livre de développement personnel, écrit douze après la création d'un groupe de soutien entre femmes noires, également appelé "Sisters of the Yam". Dans Writing Beyond Race: Living Theory and Practice, l'autrice explique que malgré sa volonté d'écrire de façon accessible à chacun, elle craignait que le caractère académique de ses écrits ne la prive d'un certain lectorat, en particulier noir. Sachant qu'un grand nombre de femmes noires sont des lectrices de développement personnel, elle a décidé d'incorporer dans un livre de ce genre ses réflexions sur la race, le genre et la classe, pour permettre une plus vaste diffusion de ces idées. Elle y décrit l'impact des violences racistes et sexistes sur la santé mentale des femmes noires, et propose une approche politique du développement personnel. Le livre a été traduit en français par Louise Cabannes, Leslie Talaga et Pauline Tardieu-Collinet aux éditions Payot en 2024.

## Influences
Les auteurs qui ont contribué à forger la pensée de bell hooks comprennent la féministe abolitionniste Sojourner Truth (dont le discours Ain't I a Woman? a inspiré le premier ouvrage majeur de hooks), l'éducateur brésilien Paulo Freire (dont hooks reprend les théories sur l'éducation dans son éducation engagée), le théologien Gustavo Gutiérrez, la dramaturge Lorraine Hansberry, le moine bouddhiste Thich Nhat Hanh, l'écrivain James Baldwin, le leader noir Malcolm X, et le chef de file du mouvement des droits civiques Martin Luther King.[Quoi ?]

## Critiques
Des auteurs conservateurs ont critiqué bell hooks. David Horowitz a raillé son assertion selon laquelle « il est difficile de ne pas entendre dans l'anglais ordinaire le sempiternel son du massacre et de la conquête » (Teaching to Transgress, p. 169).
Peter Schweizer, essayiste et consultant, proche de l'extrême droite américaine, l'accuse d'hypocrisie dans sa politique sexuelle.

## Récompenses et nominations
- 1990 : The American Book Awards/Before Columbus Foundation Award pour Yearning: Race, Gender, and Cultural Politics[7]
- 1994 : prix de l'écrivain du Lila Wallace-Reader’s Digest Fund
- 2001 : nomination du NAACP Image Award pour Happy to Be Nappy
- 2002 : Homemade Love, livre pour enfant de l'année pour The Bank Street College
- 2002 : nomination du Hurston Wright Legacy Award pour Salvation: Black People and Love

## Commentaires
- Ain’t I a Woman?: Black Women and Feminism : « l'un des vingt livres les plus influents des vingt dernières années écrits par une femme », selon Publishers Weekly (1992).
- bell hooks figure « [parmi] les 100 visionnaires qui pourraient changer votre vie », selon Utne Reader’s.
- Elle est « l'une des intellectuelles majeures de la nation américaine », selon The Atlantic Monthly.

## Publications

### En langue originale
- Ain't I a Woman ? Black women and feminism (1981)  (ISBN 0-89608-129-X)
- Feminist Theory: From Margin to Center (1984)  (ISBN 0-89608-614-3)
- Talking Back: Thinking Feminist, Thinking Black (1989)  (ISBN 0-921284-09-8)
- Yearning: Race, Gender, and Cultural Politics (1990)  (ISBN 0-921284-34-9)
- Breaking Bread: Insurgent Black Intellectual Life (1991) (avec Cornel West)  (ISBN 0-89608-414-0)
- Black Looks: Race and Representation (1992)  (ISBN 0-89608-433-7)
- Sisters of the Yam: Black Women and Self-recovery (1993)  (ISBN 1-896357-99-7)
- Teaching to Transgress: Education As the Practice of Freedom (1994)  (ISBN 0-415-90808-6)
- Outlaw Culture: Resisting Representations (1994)  (ISBN 0-415-90811-6)
- Art on My Mind: Visual Politics (1995)  (ISBN 1-56584-263-4)
- Killing Rage: Ending Racism (1995)  (ISBN 0-8050-5027-2)
- Bone Black: Memories of Girlhood (1996)  (ISBN 0-8050-5512-6)
- Reel to Real: Race, Sex, and Class at the Movies (1996)
- Wounds of Passion: A Writing Life (1997)  (ISBN 0-8050-5722-6)
- Happy to be Nappy (1999)  (ISBN 0-7868-0427-0)
- Remembered Rapture: The Writer at Work (1999)  (ISBN 0-8050-5910-5)
- All About Love: New Visions (2000)  (ISBN 0-06-095947-9)
- Feminism is for Everybody: Passionate Politics (2000)  (ISBN 0-89608-629-1)
- Where We Stand: Class Matters (2000)
- Salvation: Black People and Love (2001)  (ISBN 0-06-095949-5)
- Communion: The Female Search for Love (2002)  (ISBN 0-06-093829-3)
- Homemade Love (2002)  (ISBN 0-7868-0643-5)
- Be Boy Buzz (2002)  (ISBN 0-7868-0814-4)
- Rock My Soul: Black People and Self-esteem (2003)  (ISBN 0-7434-5605-X)
- The Will to Change: Men, Masculinity, and Love (2003)  (ISBN 0-7434-5607-6)
- Teaching Community: A Pedagogy of Hope (2003)  (ISBN 0-415-96817-8)
- We Real Cool: Black Men and Masculinity (2004)  (ISBN 0-415-96926-3)
- Skin Again (2004)  (ISBN 0-7868-0825-X)
- Space (2004)  (ISBN 0-415-96816-X)
- Soul Sister: Women, Friendship, and Fulfillment (2005)  (ISBN 0-89608-735-2)
- Witness (2006)  (ISBN 0-89608-759-X)

### Traduites en français
- Regards oppositionnels. Se défaire des représentations dominantes, Payot, 2025 (traduction de Black Looks par Louise Cabannes, Leslie Talaga et Pauline Tardieu-Collinet)
- Communion. Aimer en féministes, Points, 2025
- Classe et Race, Payot, collection "Petite Bibliothèque Payot", 2025 (inédit poche, composé de "Class and Race : The New Black Elite", "Feminism and Class Power", "Keeping Close to Home : Class and Education" et "Black Women Intellectuals", textes traduits par Louise Cabannes)
- Rouge feu, mémoires d'écrivaine, Plon, 2025[36]
- Apprendre ensemble. Une pédagogie de l'espoir, Syllepse, 2024
- Blackness. Résister au racisme, Payot, collection "Petite Bibliothèque Payot", 2024 (inédit poche, composé de "Racism: Naming What Hurts", "Everyday Resistance: Saying No to White Supremacy", "Postmodern Blackness" et "An Aesthetic of Blackness: Strange and Oppositional", textes traduit par Pauline Tardieu-Collinet) (ISBN 978-2-228-93611-8)
- Noir d'os, Plon, 2024  (ISBN 978-2-25931907-2)
- Sororité. Guérir des blessures psychiques infligées par la domination, Payot, 2024 (traduction de Sisters of the Yam par Pauline Tardieu-Collinet, Louise Cabannes et Leslie Talaga)  (ISBN 978-2-228-93610-1)
- Rage assassine, mettre fin au racisme, Éditions divergences, 2023  (ISBN 979-10-97088-64-4)
- De la marge au centre : Théorie féministe, Cambourakis, collection "Sorcières", 2023  (ISBN 978-2-36624-865-4)
- Cultiver l’appartenance, Cambourakis, collection "Sorcières", 2023  (ISBN 978-2-36624-822-7)
- Communion. Aimer en féministes, Armand Colin, 2022. Traduction par Hajer Gam et Lorraine Delavaud  (ISBN 978-2-200-63411-7). Egalement paru au format poche aux Editions Points en février 2025[37]
- La Volonté de changer. Les hommes, la masculinité et l'amour, Éditions divergences, 2021  (ISBN 979-10-97088-41-5)
- À propos d'amour, Éditions divergences, 2022[38]  (ISBN 979-10-97088-51-4)
- Tout le monde peut être féministe, Éditions divergences, 2020  (ISBN 97910-97088-28-6)
- Apprendre à transgresser, Syllepse, 2019  (ISBN 978-2-84950-750-6)
- Apparaît dans Rencontres radicales, Cambourakis, collection "Sorcières", 2018  (ISBN 978-2-36624-310-9)
- De la marge au centre : Théorie féministe, Cambourakis, 2017  (ISBN 978-2-36624-248-5)
- Ne suis-je pas une femme ? Femmes noires et féminisme, Cambourakis, collection "Sorcières", 2015  (ISBN 978-2-36624-162-4)
- Frisettes en fête, Points de suspension, 2001  (ISBN 2-912138-21-3)

#### À paraître
- Culture insurgée. Résister à l'hégémonie culturelle, décoloniser nos imaginaires, Payot, 2025 (traduction de Outlaw Culture)
- Du sexisme en amour, Payot, 2025 (inédit poche)
- Élégie des Appalaches, Les Prouesses, à paraître le 15/10/2025

## Apparitions filmées
- Black Is, Black Ain't (1994)
- Give a Damn Again (1995)
- Cultural Criticism and Transformation (1997)
- My Feminism (1997)
- I am a Man: Black masculinity in America (2004)
- Voices of Power (1999)
- Baadasssss Cinema (2002)
- Writing About a Revolution: A talk (2004)
- Happy to Be Nappy and other stories of me (2004)
- Is Feminism Dead? (2004)